# Coulvain
Coulvain (Ausspracheⓘ) ist eine ehemalige französische Gemeinde mit 380 Einwohnern (Stand: 1. Januar 2013), den Coulvinois, im Département Calvados in der Region Normandie.
Am 1. Januar 2016 wurde Coulvain im Zuge einer Gebietsreform zusammen mit der benachbarten Gemeinde Saint-Georges-d’Aunay als Ortsteil in die neue Gemeinde Seulline eingegliedert.

## Geografie
Coulvain liegt 28 Kilometer ostsüdöstlich vom im Département Manche gelegenen Saint-Lô. In nordöstlicher Richtung ist Caen etwa 30 Kilometer entfernt. Durch das Ortsgebiet verläuft die Autoroute A84.

## Bevölkerungsentwicklung
| Jahr                             | 1793 | 1836 | 1876 | 1926 | 1946 | 1968 | 1990 | 2013 |
| Einwohner                        | 286  | 521  | 359  | 240  | 265  | 239  | 236  | 380  |
| Quelle: Cassini, EHESS und INSEE |      |      |      |      |      |      |      |      |

## Sehenswürdigkeiten
- Kirche Saint-Vigor aus dem 18. Jahrhundert; drei Altäre, zwei Altarretabel, ein Baldachin und ein Tabernakel sind seit 1977 als Monument historique klassifiziert[3][4][5][6][7]
- Getreidemühle von 1829